# Baryancistrus
Baryancistrus is een geslacht van straalvinnige vissen uit de familie van de harnasmeervallen (Loricariidae).

## Soorten
- Baryancistrus beggini Lujan, Arce & Armbruster, 2009
- Baryancistrus chrysolomus Rapp Py-Daniel, Zuanon & Ribeiro de Oliveira, 2011
- Baryancistrus demantoides Werneke, Sabaj Pérez, Lujan & Armbruster, 2005
- Baryancistrus longipinnis (Kindle, 1895)
- Baryancistrus niveatus (Castelnau, 1855)
- Baryancistrus xanthellus Rapp Py-Daniel, Zuanon & Ribeiro de Oliveira, 2011